# Spot's Musical Adventures
Tratto dai fortunati libri di Eric Hill, Spot's Musical Adventures è un programma in lingua inglese per l'infanzia, le cui puntate sono visibili sul portale Rai Educational de ilD.
In ogni puntata il cagnolino Spot si trova ad affrontare semplici azioni della vita di ogni giorno, come giocare con gli amici, far visita ai nonni, dare una mano ai genitori; insieme a lui i bambini apprendono le parole e le espressioni base della lingua inglese.
Ogni episodio è corredato da una canzone.